# Pipunculus maritimus
Pipunculus maritimus är en tvåvingeart som beskrevs av Skevington 1998. Pipunculus maritimus ingår i släktet Pipunculus och familjen ögonflugor. Inga underarter finns listade i Catalogue of Life.